# 有期徒刑
有期徒刑或監禁，是剥夺犯罪人一定期限內人身自由的刑罚方法，在中国大陆、台湾和澳門稱為有期徒刑，在香港和一些西方国家或地區称为有期监禁（一般直接用「監禁」表示），在日本國及大韓民國稱為有期懲役。有期徒刑的刑期幅度很大，不同国家或地區对于这种刑罚的执行有所不同。澳門禁止無期徒，所以別處的有期徒刑在當地就是徒刑。

## 中華民國
依據《中華民國刑法》第33條，有期徒刑是主刑的一種，期間是2月以上、15年以下；但遇有加減時，得減至2月未滿、或加至20年。在第35條，有期徒刑比死刑及無期徒刑輕，比拘役及罰款重。在第51條數罪併罰之方法，宣告多數有期徒刑者，於各刑中之最長期以上、各刑合併之刑期以下，定其刑期，但不得逾30年。

## 中华人民共和国
在中华人民共和国，有期徒刑可以超过15年，但不能超过25年。依据《中华人民共和国刑法》第33条，有期徒刑是主刑的一种。中华人民共和国刑法第一编总则对於有期徒刑的重要规定有：
- 第45条：有期徒刑的期限，除本法第50条、第69条规定外，为6个月以上15年以下。
- 第46条：被判处有期徒刑、无期徒刑的犯罪分子，在监狱或者其他执行场所执行；凡有劳动能力的，都应当参加劳动，接受教育和改造。
- 第47条：有期徒刑的刑期，从判决执行之日起计算；判决执行以前先行羁押的，羁押1日折抵刑期1日。（这里说的“判决执行之日”，人民法院院长签发执行通知书，连同判决书副本以及未成年犯，送达至少年犯管教所执行之日。）
- 第50条：判处死刑缓期执行的，在死刑缓期执行期间，如果确有重大立功表现（见第78条），2年期满以后，减为15年以上20年以下有期徒刑。
- 第51条：死刑缓期执行减为有期徒刑的刑期，从死刑缓期执行期满之日起计算。
- 第65条：被判处有期徒刑以上刑罚的犯罪分子，刑罚执行完毕或者赦免以后，在5年以内再犯应当判处有期徒刑以上刑罚之罪的，是累犯，应当从重处罚，但是过失犯罪除外。
- 第69条：判决宣告以前一人犯数罪的，除判处死刑和无期徒刑的以外，应当在总和刑期以下、数刑中最高刑期以上，酌情决定执行的刑期，但是管制最高不能超过3年，拘役最高不能超过1年，有期徒刑总和刑期不满35年的，最高不能超过20年，总和刑期在35年以上的，最高不能超过25年。（也就是在数罪并罚时，有期徒刑可以超过15年，但最高不能超过25年。）

在刑法分则的法定刑中，凡是规定几年以上有期徒刑，而没有指明上限的，而这个上限就是15年，凡是规定几年以下的，没有指出下限的，这个下限就是6个月。

## 香港
在香港，各項罪行均會在立法時設定其監禁上限，如非法僱用不可合法受僱的人最高刑罰為監禁3年。但亦有罪行沒有設定其監禁上限（即理論上可以判終身監禁，例如縱火罪），也有罪行只可判處終身監禁。例如《香港法例》第212章《侵害人身罪條例》，第2條“謀殺”指出，“任何人被裁定犯謀殺罪，即須被終身監禁”；而針對因精神病而犯罪、且有高重犯機會的犯人，所有罪行不論輕重，均屬終身監禁（在此而言稱為「無限期醫院令」）的強制性判決罪名。

## 澳門
根据《澳門刑法典》第39條的規定，澳门不得設死刑，亦不得設永久性、無限期或期間不確定之剝奪自由之刑罰或保安處分，所以澳門的「徒刑」就類似台湾及中国大陆的有期徒刑。《澳門刑法典》第41條規定：
1. 徒刑之刑期一般最低為1個月，最高為25年。
2. 在例外情況下，法律為徒刑所規定之最高限度得達至30年。
3. 在任何情況下，均不得超逾上款所指之最高限度。

## 日本
依據日本《刑法》第九條規定，有期惩役（相当于有期徒刑）是主刑的一種。同法第12條規定，有期惩役的範圍是1個月以上20年以下。同法第14條規定，有期惩役最多可以加重至30年，最輕可以減輕至1個月以下。除此之外，还存在期限范围相同的有期禁锢的刑罚，与有期惩役相比，禁锢不需要从事指定劳务。
2022年6月17日，日本通过刑法修正法案，将惩役和禁锢合并为拘禁刑，要求根据犯人特性安排劳务和其他指导。这一修改于通过后3年内施行，具体施行日期由政令指定。

## 延伸阅读
[在维基数据编辑]
 《欽定古今圖書集成·經濟彙編·祥刑典·徒罪部》，出自陈梦雷《古今圖書集成》

## 外部連結
- 维基词典中的词条「有期徒刑」